# (11571) Daens
(11571) Daens (1993 OR8) – planetoida z grupy pasa głównego asteroid okrążająca Słońce w ciągu 5,38 lat w średniej odległości 3,07 j.a. Odkryta 20 lipca 1993 roku.